# Lithocarpus ewyckii
Lithocarpus ewyckii är en bokväxtart som först beskrevs av Pieter Willem Korthals, och fick sitt nu gällande namn av Alfred Rehder. Lithocarpus ewyckii ingår i släktet Lithocarpus och familjen bokväxter. Inga underarter finns listade.